# Flaminio Ponzio

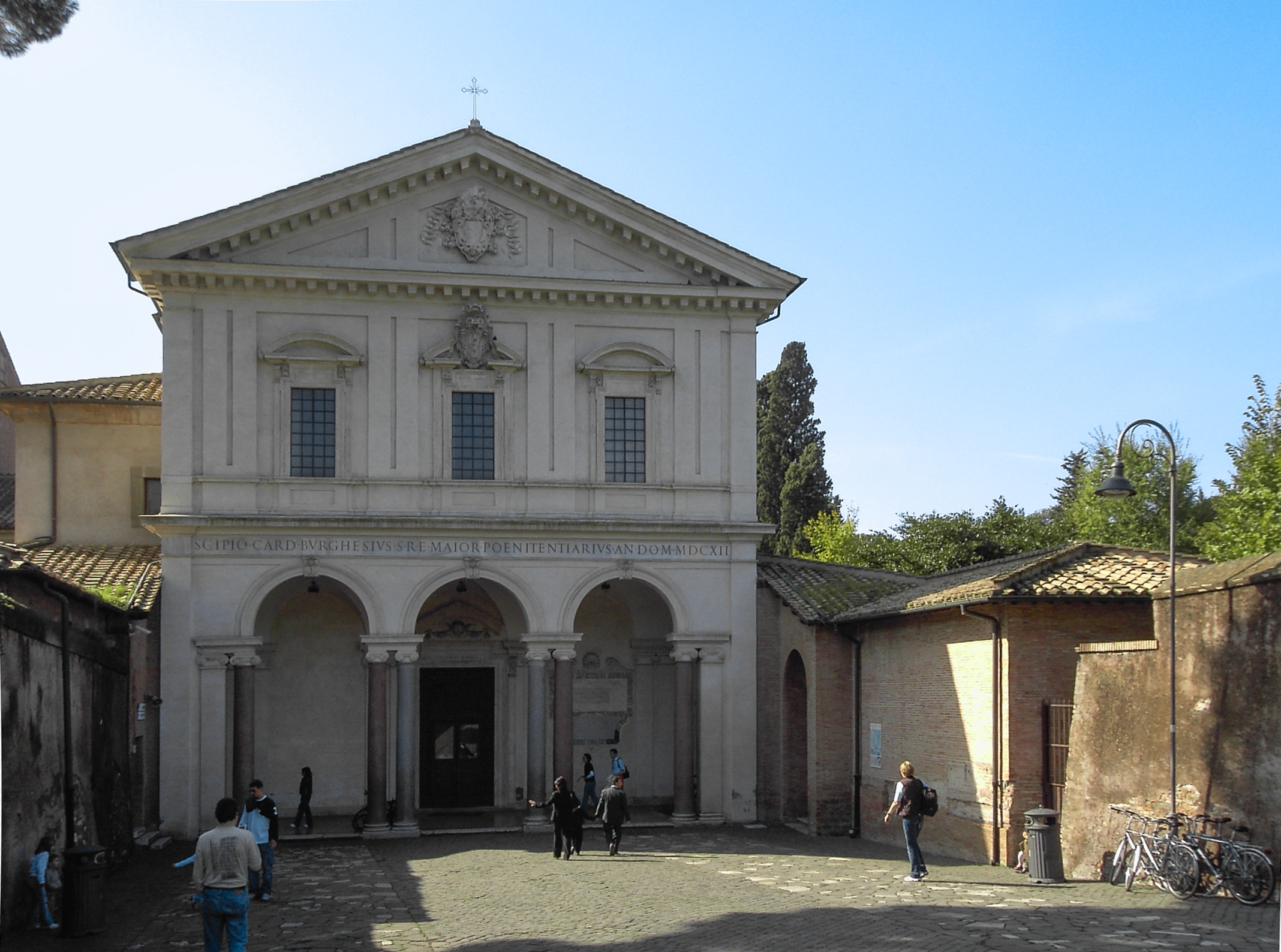
Fasaden till den fornkristna basilikan San Sebastiano fuori le Mura.

Flaminio Ponzio, född 5 april 1560 i Viggiù, död 6 april 1613 i Rom, var en italiensk arkitekt under ungbarocken. Han var påvlig arkitekt under Paulus V.

## Biografi
Kardinal Scipione Borghese uppdrog 1605 åt Ponzio att rita Palazzo Pallavicini Rospigliosi på platsen för kejsar Konstantins termer på Quirinalen. Ponzio fullbordade även Palazzo Borghese, som hade påbörjats av Vignola för kardinal Camillo Borghese.
År 1601 rasade fasaden till den lilla kyrkan Sant'Eligio degli Orefici, ritad av Rafael 1516, och Ponzio fick då i uppdrag att rita en ny fasad. År 1605 fick Ponzio uppgiften att rita Cappella Borghese, även kallat Cappella Paolina, i basilikan Santa Maria Maggiore. Paulus V ämnade ge den medeltida Mariaikonen ”Salus Populi Romani” en värdig arkitektonisk och skulptural inramning.
Scipione Borghese anlitade 1609 Ponzio för att restaurera och bygga om den nedgångna fornkristna basilikan San Sebastiano fuori le Mura och bland annat ge den en ny fasad. Året därpå ritade Ponzio Fontana dell'Acqua Paola på Janiculum som uppvisningsfontän för en antik akvedukt som Paulus V låtit restaurera.
Ponzio fick även uppdraget att påbörja Villa Borghese i norra Rom.

## Verk i urval
- Cappella Barberini, Sant'Andrea della Valle[1]
- Fasaden – Sant'Eligio degli Orefici[2]
- Oratorio di Sant'Andrea, San Gregorio Magno al Celio[3]
- Baptisteriet, Santa Maria Maggiore[4]
- Cappella Paolina, Santa Maria Maggiore[5]
- Fasad och restaurering av interiören – San Sebastiano fuori le Mura[6]
- Ombyggnad – Palazzo Barberini ai Giubbonari[7]
- Tillbyggnad – Palazzo Borghese[8]
- Palazzo del Quirinale[9]
- Palazzo Rondinini[10]
- Palazzo Pallavicini Rospigliosi[11]
- Palazzo Sciarra[12]
- Casino (Galleria Borghese) – Villa Borghese[13]
- Fontana dell'Acqua Paola[14]

## Bilder
| - Sant'Eligio degli Orefici. - Oratorio di Sant'Andrea. - Baptisteriet i Santa Maria Maggiore. - Cappella Paolina i Santa Maria Maggiore. - Palazzo Rondinini. - Palazzo Sciarra. - Casino i Villa Borghese. - Fontana dell'Acqua Paola. |